# Ruby Hunter
Ruby Hunter (1955 – 17. februar 2010) var en australsk singer-songwriter. Der ofte optrådte sammen med sin partner, Archie Roach, som hun mødte da hun var 16 år, mens de begge var hjemløse teenagere.
I 2000 vandt hun prisen som årets kvindelige artist i Australien. Hun fik sin debut i One Night the Moon. Sammen med Archie Roach og Paul Grabowsky skrev og opførte de koncerten Ruby's Story.